# Пирамида (архитектура)
Пирамида (др.егип. [aahu-t] «горизонт»; др.-греч. πυραμις[pyramis] от πυρα[pyra] «огонь» + μιδες[mides] «середина»; лат. pyramidos) — распространённая форма архитектурного сооружения в виде пирамиды, редко несёт утилитарную функцию. Известно немалое количество пирамид, построенных разными культурами Древнего мира в основном в качестве храмов или монументов.
К крупным пирамидам относятся египетские пирамиды (самые высокие из всех), мезоамериканские пирамиды доколумбовых культур (ацтеки, майя, Теучитлан) в Латинской Америке. Пока менее широко известны также очень крупные китайские пирамиды и пирамиды культуры Норте-Чико в Андах, обнаруженные в 1997 г. и бывшие, по-видимому, современными древнеегипетским. Меньшие по размеру и менее известные пирамиды сохранились в Нубии (Мероэ) и Риме (Пирамида Цестия).
Норвежский исследователь Тур Хейердал называл пирамидами описанные им малогабаритные постройки на острове Тенерифе (пирамиды Гуимар) и на Мальдивских островах.
Из недавно построенных крупных пирамид известны некоторые современные здания и сооружения (см. ниже), а также т. н. энергетические пирамиды (в том числе пирамиды Голода в России).

## Древние пирамиды

### Месопотамия
Зиккура́т (от вавилонского слова sigguratu — «вершина», в том числе «вершина горы») — многоступенчатое культовое сооружение в Древней Месопотамии, типичное для шумерской, ассирийской, вавилонской и эламской архитектуры. Ряд учёных-библеистов прослеживает связь легенды о Вавилонской башне со строительством в Месопотамии высоких башен-храмов, называвшихся зиккуратами.

### Египет

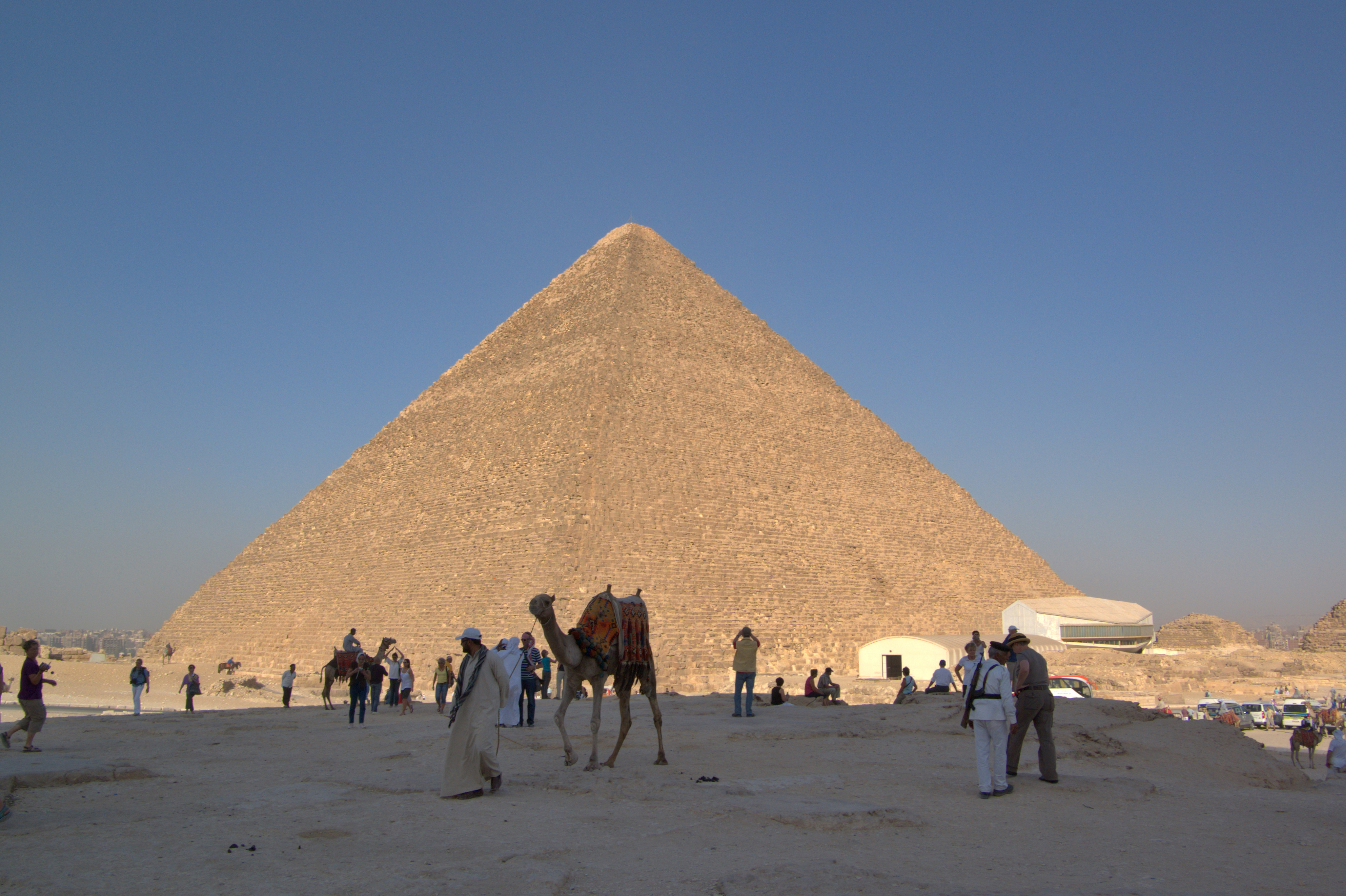
Пирамида Хеопса

Еги́петские пирами́ды — величайшие архитектурные памятники Древнего Египта, среди которых одно из «семи чудес света» — пирамида Хеопса (высота 140 м) и почётный кандидат «новых семи чудес света» — Пирамиды Гизы. Пирамиды представляют собой огромные каменные сооружения пирамидальной формы (предположительно, использовавшихся в качестве гробниц для фараонов Древнего Египта). Слово «пирамида» — греческое, означает многогранник. По мнению одних исследователей, большая куча пшеницы и стала прообразом пирамиды. По мнению других учёных, это слово произошло от названия поминального пирога пирамидальной формы. Всего в Египте было обнаружено 118 пирамид (на ноябрь 2008 года).
Из египетских пирамид резко выделяются пирамида Джосера и Ломаная пирамида: пирамида Джосера имеет множество ступеней, а ломаная, по легенде, после смерти фараона Снофру, для которого она строилась, была специально достроена под более покатым углом, чтобы быстрее закончить строительство — учитывая далеко не совершенные технологии тех веков, строительство даже относительно невысоких пирамид продолжалось до нескольких десятков лет.
Пирамида Хеопса была самым высоким сооружением мира вплоть до постройки в Линкольне в XIV веке нашей эры Линкольнского собора (ныне высота обоих зданий несколько меньше — у пирамиды со временем сточилась верхушка, у собора обрушился шпиль) — то есть, пирамида удерживала этот титул свыше трёх тысяч лет, потому что из-за несовершенства техники пирамида была почти единственным сооружением, которое могло достигнуть значительной высоты в других же государствах, во-первых, на строительство могло не хватить камня, во-вторых, они были менее сведущими в физике, в-третьих, отсутствовал песок в качестве стройплощадки, без которого построить пирамиду, как считают учёные, было практически невозможно.

### Судан
В Судане (древ. Нубия) расположено около 220 пирамид, служивших усыпальницами царей и цариц.

### Нигерия
В Нигерии пирамиды из глины строились в честь бога Ала (Ala/Uto), жившего, как считалось, на самом верху. Учитывая материал, такие пирамиды требуют регулярной реконструкции.

### Греция
Греческие пирамиды — несколько структур, найденных в Арголиде. Существует несколько предположений об их предназначении. Есть упоминание пирамиды II века, места захоронения солдат.

### Испания

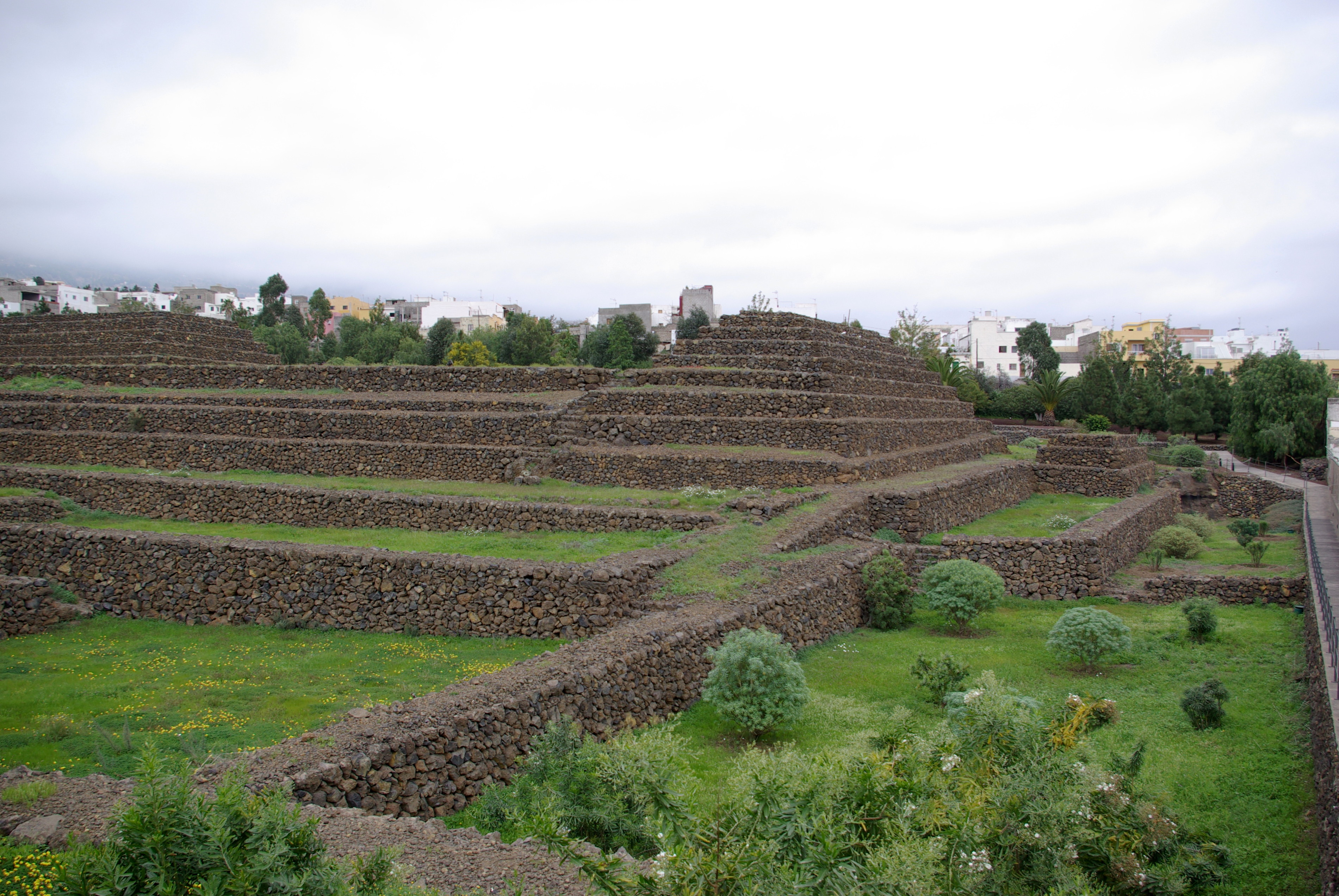
Пирамиды Гуимар

Пирами́ды Гуи́мар (исп. Pirámides de Güímar) — шесть ступенчатых пирамид, расположенных в городе Гуимар на юго-восточном побережье острова Тенерифе, входящего в Канарские острова. По мнению учёных, эти сооружения были нагромождены местными фермерами, которые при вспашке земли имеют обычай складывать найденные камни на границах полей. Это было распространённой практикой на Канарских островах, особенно во второй половине XIX века. По словам местных жителей и согласно старым изображениям, такие пирамиды существовали во многих местах острова, но были снесены из-за их предполагаемой бесполезности и использовались как источник дешёвого строительного материала. Непосредственно в Гуимаре было девять пирамид, из которых сохранились только шесть.
В 1991 году известный своими спорными теориями путешественник Тур Хейердал изучил пирамиды и объявил, что они не могут быть просто горами булыжников. Например, обнаружены отчётливые следы обработки камней на углах пирамид, а также что земля перед строительством пирамид была выровнена. Материал — это не круглые валуны с местных полей, а куски лавы. Хейердал также выступил с мнением об астрономической ориентации пирамид. Хейердал выдвинул теорию, по которой Канарские острова в древности были перевалочным пунктом на пути между Америкой и Средиземноморьем. Самый быстрый маршрут между этими двумя частями света действительно проходит через Канарские острова — это использовалось, например, Христофором Колумбом. Уже в 1970 году Хейердал показал, что судоходство между Северной Африкой и Карибским морем возможно и древними методами — он проплыл от Марокко до Барбадоса на парусной лодке Ра II.

### Китай
Китайские пирамиды — комплекс древних захоронений, включающий около 100 памятников. Большинство строений расположены в радиусе 100 км от города Сиань провинции Шэньси.
Первые сведения о существовании «Белой Пирамиды» были доставлены в 1945 г. пилотами США, дальнейшая разведка подтвердила существование пирамидальных холмов севернее города Сиань. По официальной информации китайских властей пирамиды являются погребальными курганами правителей западной династии Хань.
Пирамидальную форму имела грандиозная гробница китайского императора Цинь Шихуанди, расположенная неподалёку от современного города Сиань. Сохранившееся подробное описание сооружения известным древнекитайским историографом Сыма Цянем, представляет его как огромный холм высотой 166 метров при периметре 2,5 километра.

### Корея
Примером древнейшей пирамиды на территории Корейского полуострова может служить погребальное сооружение полководца Чангуна «Чангунчхон», датируемое 412 годом. Мавзолей построен в виде пирамиды из семи ступеней общей высотой 11,3 м. Размеры основания пирамиды — 29,3 на 29,7 метра.

### Казахстан
В Казахстане найдена пирамида бронзового века.

### Центральная Америка
Мезоамериканские пирамиды — как правило, ступенчатые структуры с храмами на вершине, больше похожие на зиккураты Месопотамии, нежели на пирамиды Древнего Египта. Самая большая пирамида Центральной Америки, Великая пирамида Чолулы, является крупнейшей пирамидой по объёму в мире. Пирамиды в Мексике часто использовались в качестве места человеческих жертвоприношений. По сообщениям ацтеков, для повторного освящения Великой пирамиды Теночтитлана в 1487 году они принесли в жертву около 80 400 людей в течение четырёх дней.
Одной из наиболее древних пирамид является пирамида в Куикуилько, долине Мехико, чей возраст датируется ранее 500 года до н. э. Первоначально сооружение состояло из двух ступеней, круглых в плане. Диаметр нижней ступени доходил до 135 метров. В дальнейшем были достроены дополнительные две ступени, и полная высота сооружения достигла 20 метров. На верху пирамиды был расположен алтарь, к которому вели две лестницы с востока и запада. Конструктивно пирамида состояла из больших камней, которые соединялись глиной.
В поселении Теотиуакан был создан культовый центр города, где был возведён целых комплекс пирамид, крупнейшей из которых является пирамида Солнца. Размеры её в плане 210 на 220 метров, она имеет четыре уступа, общая высота около 65 метров. Пирамида строилась из адобов и имела облицовку из валунов на растворе. Пирамида Солнца определила композицию всего дальнейшего ансамбля. Было построено множество малых пирамид, а также ещё две крупные: пирамида Луны и пирамида Кетцалькоатля. Конструкция последних уже была усовершенствована, по сравнению с пирамидой Солнца, их ядро возводилось из туфа в виде решётчатой системы, которая в дальнейшем заполнялась бутовым камнем и глиняным раствором.

### Северная Америка

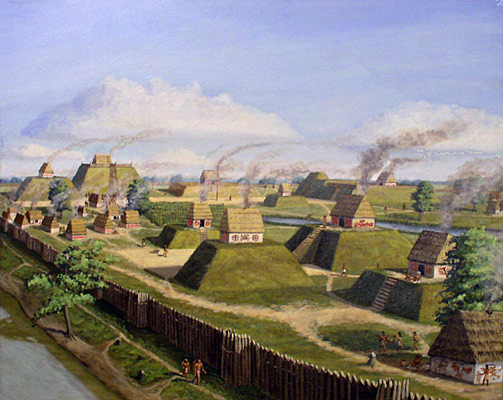
Индейские пирамиды

Многие доколумбовые индейские общества Древней Северной Америки строили большие пирамидальные структуры. Среди крупнейших и наиболее известных из этих структур — Монкс-Маунд, у которого основание больше, чем у Великой пирамиды в Гизе. Пирамиды, по всей видимости, играли важную роль в религиозной жизни народов, задокументировано их использование в качестве домов вождей, склепов, танцевальных площадок и так далее.

### Римская империя
Пирами́да Це́стия (итал. Piramide di Caio Cestio или Piramide Cestia) — древнеримский мавзолей в форме неправильной пирамиды на Авентине в Риме, рядом с воротами Сан-Паоло.
Пирамида Цестия была не единственной в Риме. Ещё большее по размерам сооружение до XVI в. сохранялось в Ватикане (Цестиева и Ватиканская пирамиды, по всей видимости, являются первыми и последними в античном мире попытками сооружения гладкостенных пирамидальных захоронений вне египетско-нубийской культурной области). В Средние века считалось, что в Цестиевой пирамиде был захоронен Рем, а в Ватиканской пирамиде — его брат Ромул. Об этом, в частности, писал Петрарка. Только в 1660-е гг. при раскопках, предпринятых по распоряжению папы Александра VII, были открыты вход в пирамиду, следы фресок и мраморные надписи на основаниях статуй, свидетельствующие об обстоятельствах её возведения.
Ещё одна пирамида римской эпохи сохранилась во Франции, рядом с Фаликоном.

### Средневековая Европа
Пирамиды широко использовались в качестве архитектурных элементов зданий средневековой Европы (например, в Соборе Овьедо).

### Южная Азия
В Индии было построено множество пирамидальных храмов (см. гопура); некоторые из них, например, Махабодхи, занесены в список ЮНЕСКО.
В Индонезии пирамидальную форму имеет храмовый комплекс Боробудур. Три его уровня символизируют три сферы местопребываний — Камадхату (сфера страстей), Рупадхату (сфера форм) и Арупадхату (сфера без форм).

### Перу
Пирамиды Карала занесены в список Всемирного наследия ЮНЕСКО.

## Современные пирамиды
В современном мире продолжают строиться пирамиды. Например, в форме крупных пирамид построены Пирамида Лувра, Дворец мира и согласия, стадион Калифорнийского университета, спортивно-развлекательный комплекс в Мемфисе, гостиница-казино «Луксор» в Лас-Вегасе, в том числе пирамиды «Форум» Центрального выставочного комплекса «Экспоцентр» в Москве и культурно-развлекательного комплекса в Казани в России и др., а также форму вытянутой пирамиды имеют Трансамерика, гостиница «Рюгён» и др.

Пирамиды возводятся в том числе как памятники — например, Пирамида Карлсруэ, Памятник павшим при осаде Казани. 

Сравнение разных древних и современных крупных пирамид мира

Весьма примечательным является использование формы пирамиды в конструкции входа в Лувр. Сооружение построено из стального каркаса со стеклянным заполнением. Пирамида состоит из 603 ромбовидных и 70 треугольных стеклянных сегментов толщиной 21 мм. Вдохновлённый древнейшими формами египетского чуда света, американский архитектор Бэй Юймин с помощью пирамидальной формы разрешил сложнейшую современную задачу, связанную с модернизацией Лувра, задуманной президентом Франции Франсуа Миттераном в начале восьмидесятых годов двадцатого века. Историческая форма, предоставляющая богатство аналогий и намёков, касающихся событий прошлого, связывающая и отсылающая к этому прошлому, что весьма уместно для музея, одного из крупнейших в мире, как хранилища исторических реликвий, обрела и новое содержание, обусловленное прежде всего функциональным назначением. Бэй Юймин решал задачу организации внутреннего двора Лувра, в котором он решил расположить центральный вход, и пирамида явилась узловой точкой спроектированного архитектором подземного пространства. Стеклянно-стальная конструкция образовала собой купол, венчающий элемент входной группы. Четыре стороны пирамиды символизируют четыре направления, по которым расходятся подземные коридоры, а сходящаяся форма намекает на путь от материального к духовному, от земли к небу. При этом лёгкость конструкций пирамиды позволила избежать тяжеловесности своего прародителя, египетского монумента, не дала «утяжелить» архитектурный ансамбль Лувра и перетянуть на себя излишнее внимание.
Ещё одной необычной пирамидальной конструкцией современности является Луксор — гостиница и казино в Парадайз в штате Невада. Открытая в 1993 году, гостиница остаётся одним из наиболее примечательных сооружений на Лас-Вегас-Стрип, благодаря своей форме. Здание представляет собой тридцатиэтажный отель с огромным казино (11000 квадратных метров). Высота пирамиды 111 метров, площадь основания 4,45 гектара. Здание является ярким представителем так называемой «гибридной причудливой архитектуры» (Hybrid Fantasy Architecture). Особенностью этого стиля является применение классических популярных и легкоузнаваемых форм, используемых в отличных от оригинала целях, при этом масштаб возводимых сооружений зачастую колоссальный, что требует огромных финансовых вложений. Использование известной по всему миру формы пирамиды, непосредственная отсылка к Древнему Египту через название (Луксор — туристическая мекка в Египте, известная своими достопримечательностями), — всё это направлено на привлечение внимания, которое требуется в целях рекламы коммерческого предприятия, которыми, собственно, является гостиница, казино и прочие заведения, располагающиеся внутри пирамиды.
Схож с американским Луксором в этом плане и культурно-развлекательный комплекс «Пирамида» в Казани. Здание высотой 31,5 метр и общей площадью 14400 квадратных метров вмещает 2500 гостей и 500 работников и имеет семь уровней, двухуровневый главный концертный зал площадью 1375 квадратных метров. «Пирамида» вместе с рядом расположенной гостиницей «Мираж» построены холдингом «ТАИФ» в порядке одного из первых в городе крупных проектов частного инвестирования. Древняя форма пирамиды воплощена в стиле хай-тек, функциональное назначение весьма разнообразно — в комплексе проводятся официально-государственные, культурно-общественные и соревновательно-спортивные важные мероприятия городского, республиканского, российского и мирового уровня.

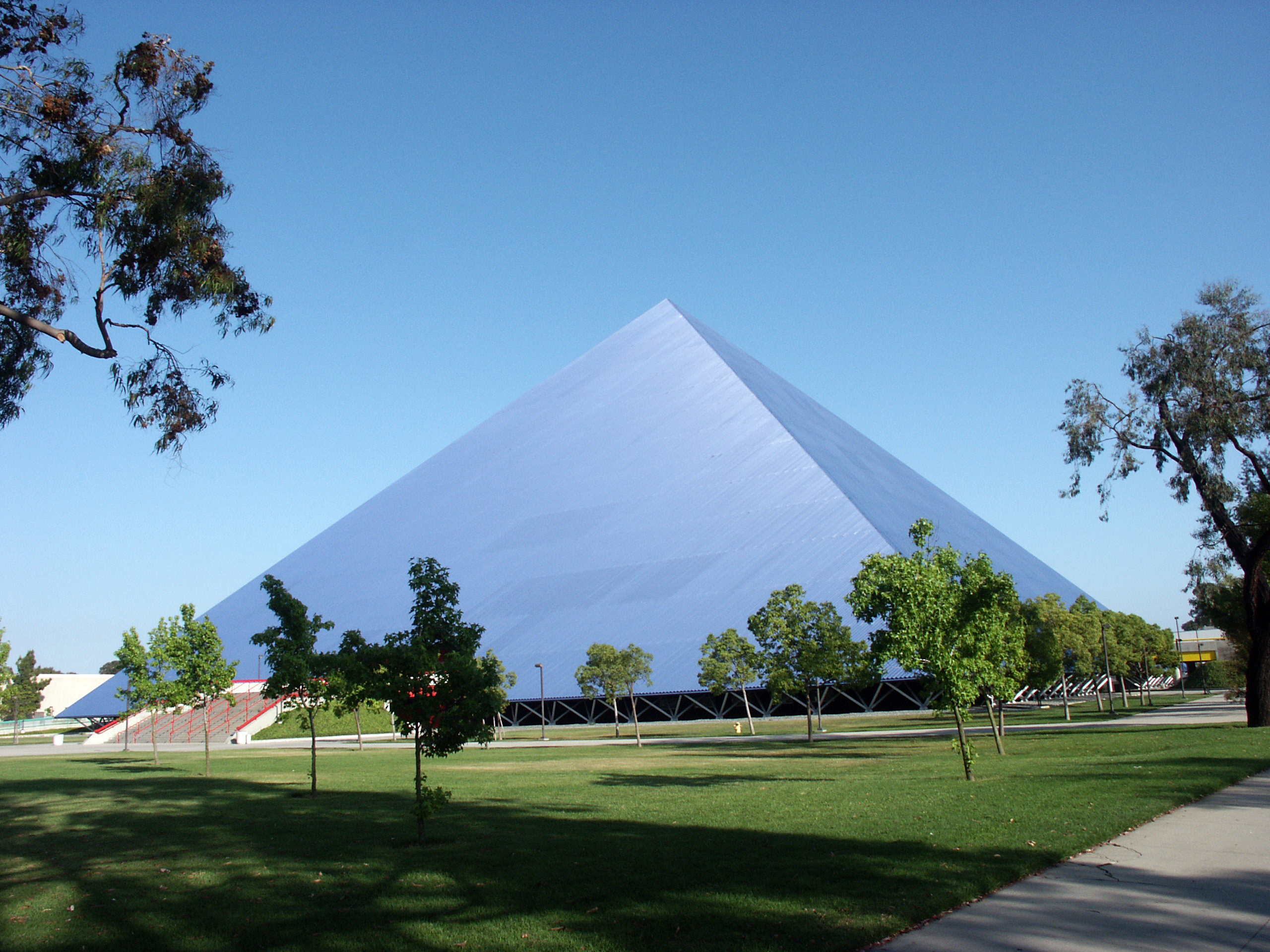
Волейбольно-баскетбольный стадион в Калифорнии
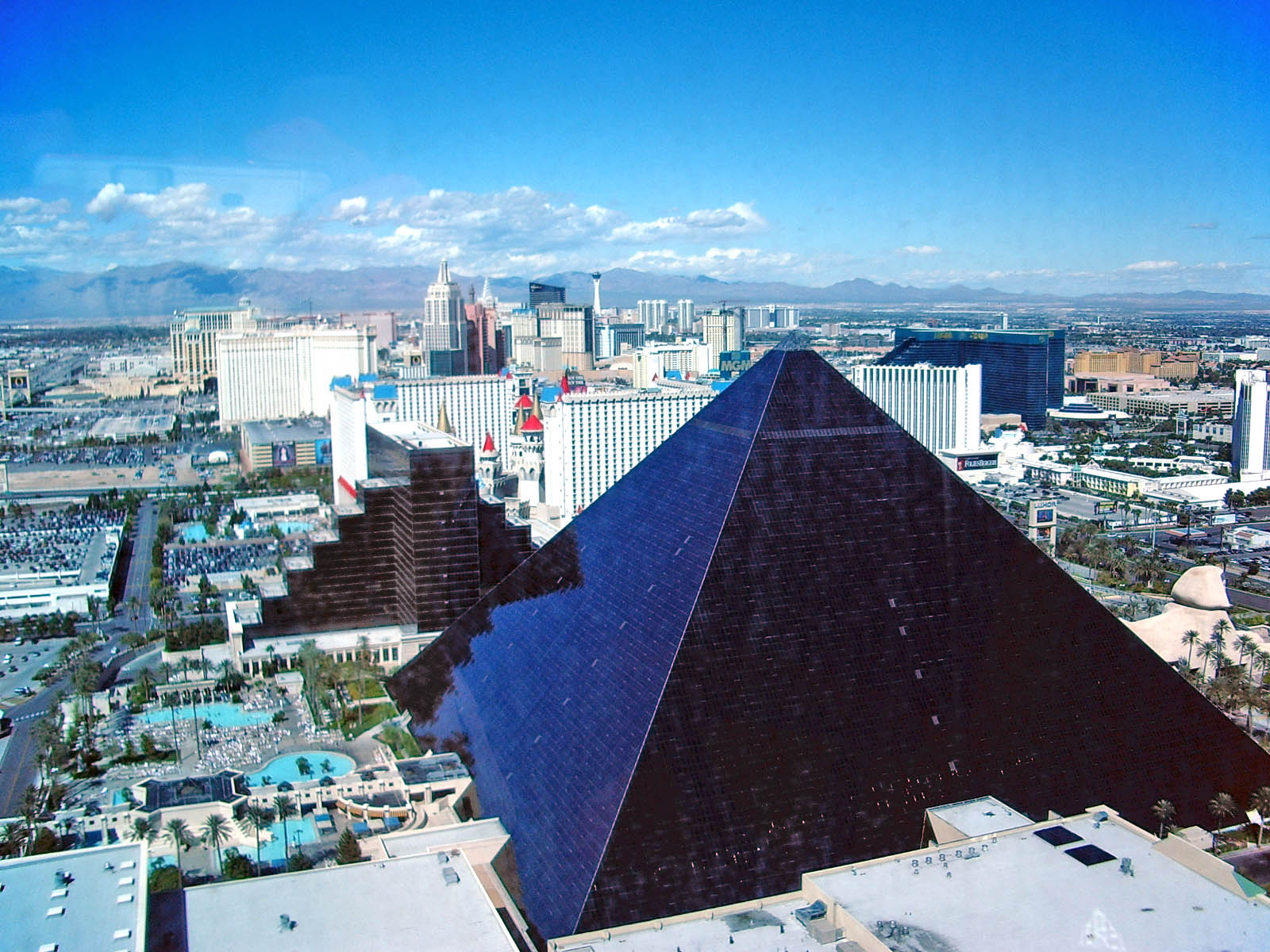
Гостиница «Луксор Лас-Вегас» в Лас-Вегасе
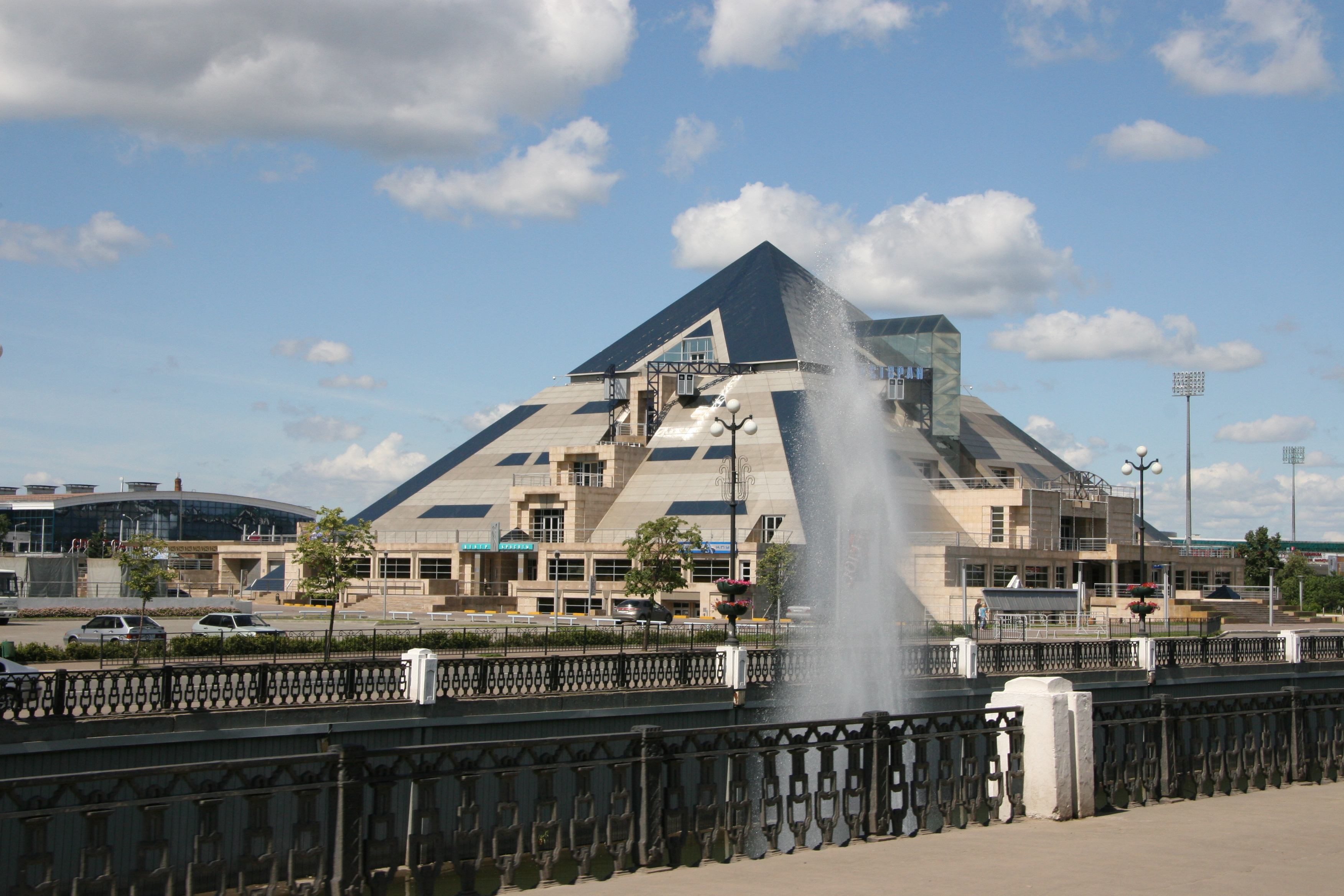
Культурно-развлекательный комплекс «Пирамида» в Казани
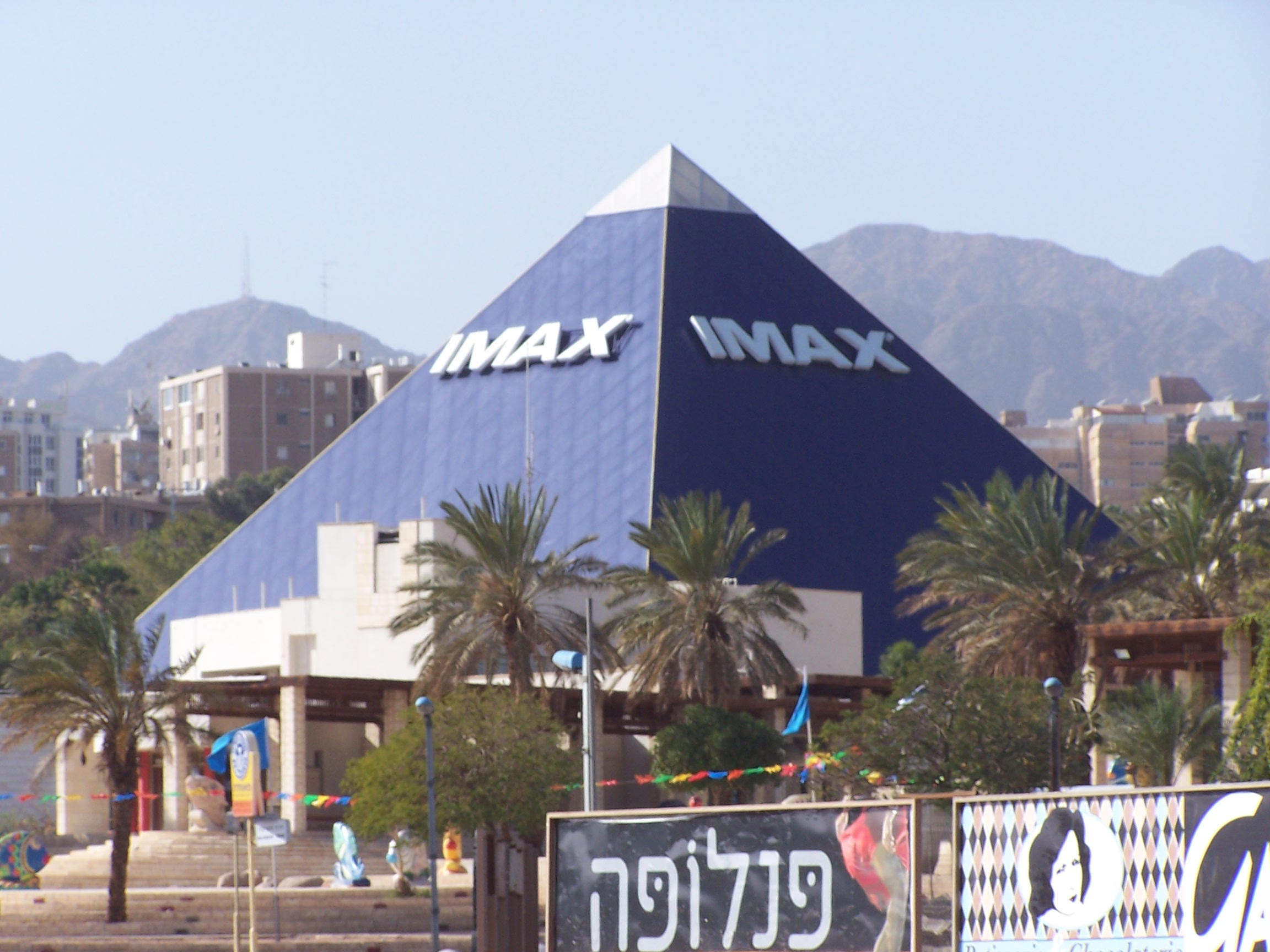
Кинотеатр IMAX в Эйлате, (Израиль)
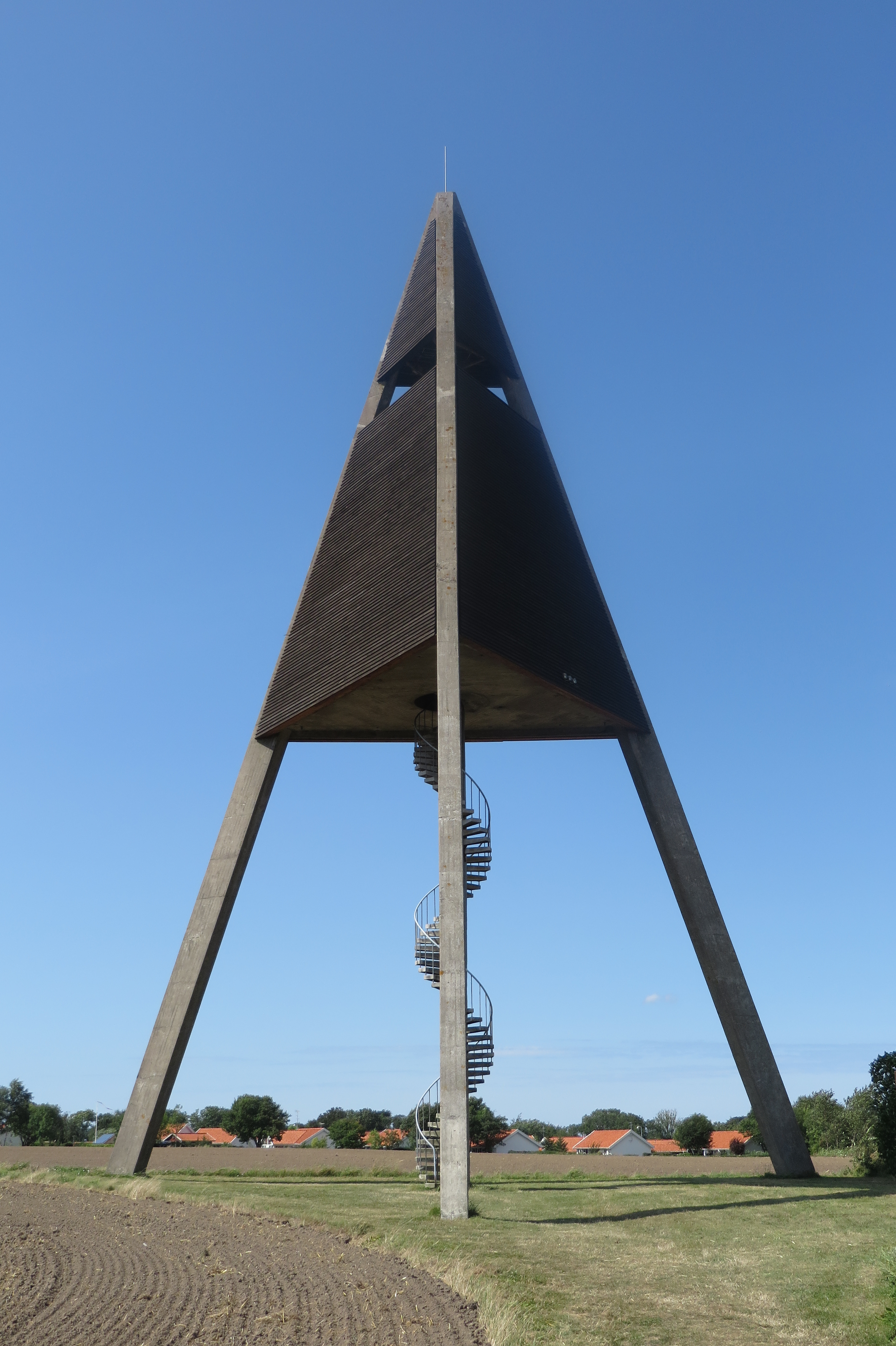
Водонапорная башня Сванеке (Дания)
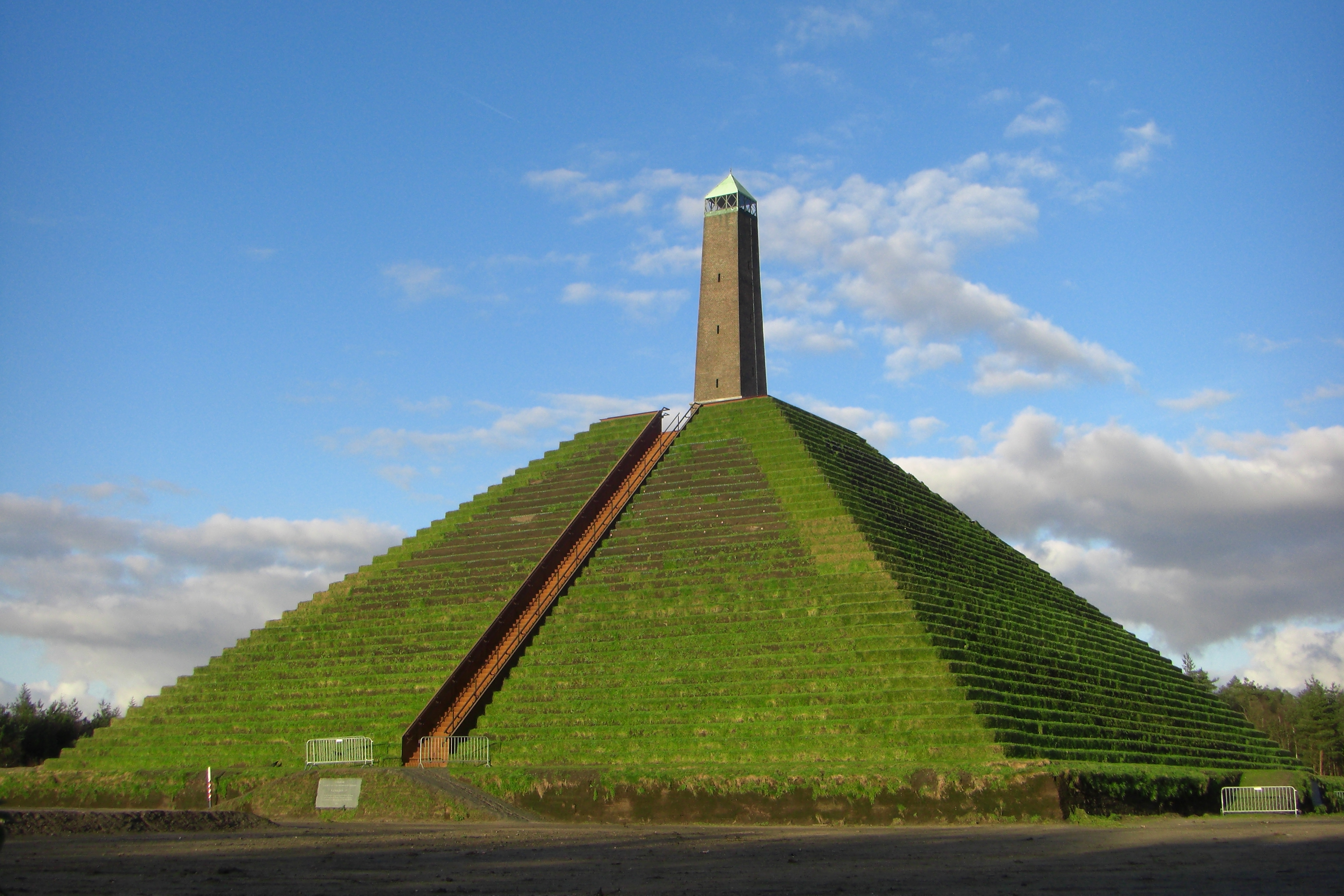
Пирамидальный памятник на месте Аустерлицкого сражения в 1805 году